# قصر الزباء

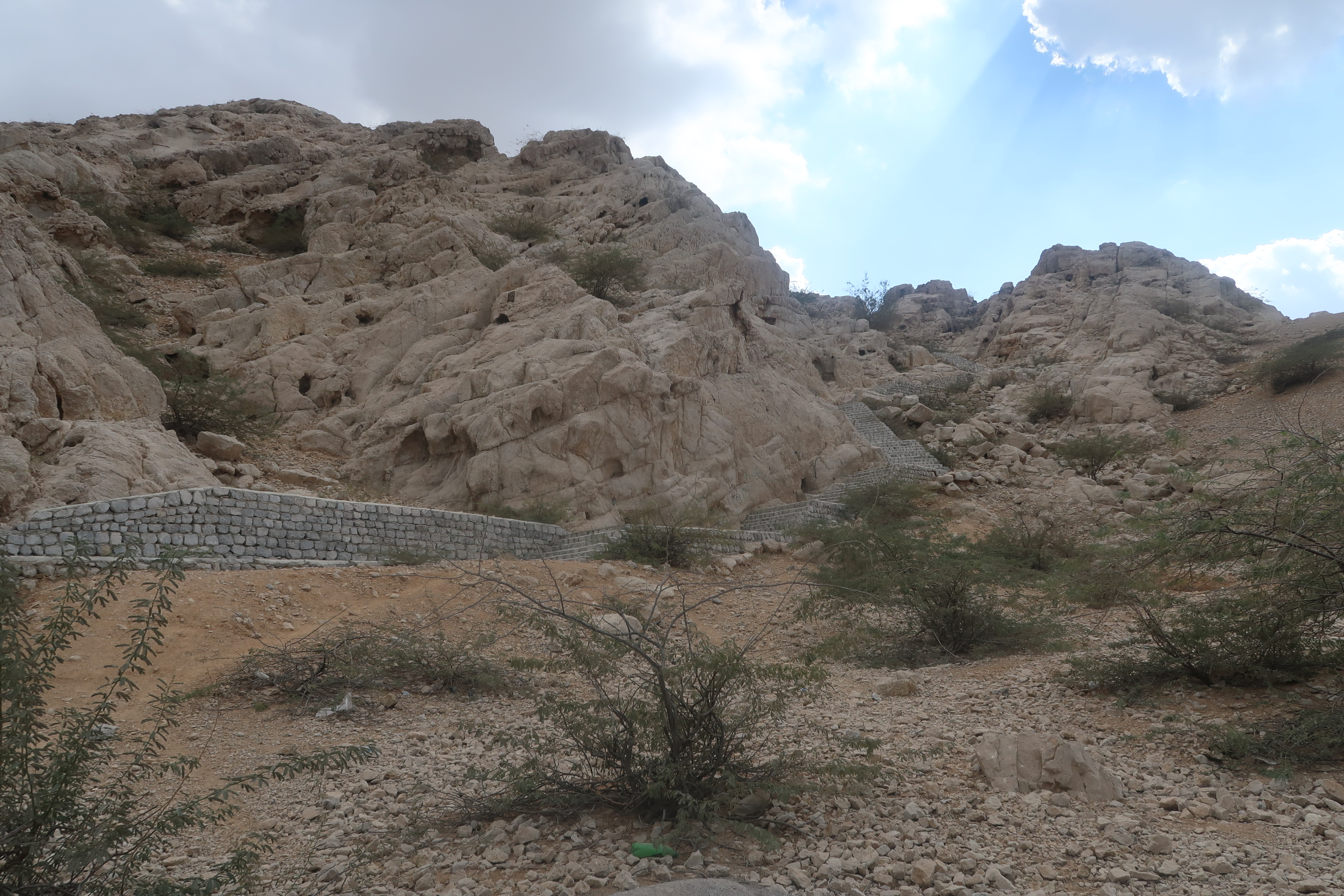
شمل, رأس الخيمة

يقع قصر الزباء والذي يعود إلى العصور الوسطى على نتوء جبلي فوق قرية شمل في رأس الخيمة ويعد هذا القصر هو القصر الإسلامي القديم الوحيد المعروف في دولة الإمارات العربية المتحدة ويعود إلى فترة جلفار (القرن الثالث عشر والقرن السادس عشر بعد الميلاد) وقد كان على الأغلب مكان إقامة حاكم جلفار حيث كانت هذه المدينة هي الأكثر شهرة وإزدهاراً من حيث النشاط التجاري في منطقة الخليج الأدنى بأكملها ويعود مصطلح «قصر ملكة سبأ» إلى الملكة الشهيرة والتي ذكر إسمها في القرآن الكريم وقد ورد أنها حكمت مملكة مأرب في اليمن من حوالي 1000 سنة قبل الميلاد وتم إطلاق إسمها على هذا الموقع من واقع إسطورة محلية دون أي خلفية تاريخية أو أثرية.
يقع القصر على مرتفع صخري ناتئ يطل على منطقة شمل، وهو موقع مثالي لأغراض الدفاع ويتمتع بمناخ بارد. وقد تمت معاينة وفحص هذا القصر خزانه المسقوف والمثير للإعجاب أثناء إجراء دراسة معمارية من قبل فريق من المتخصصين الألمان والذين قاموا أيضًا بترميم خزان المياه،
وفي الوقت الحالي، يمكن الوصول إلى القصر من خلال درج حديث مصمم على النمط الأصلي للعصور الوسطى، ويمر الزائر في نهاية الدرجات على بقايا جدار كان في وقت من الأوقات المدخل الوحيد للهضبة. ومن هذا المكان يمكن مشاهدة أول خزّان من مجموعة الخزّانات الثلاثة الكبيرة التي بنيت لتجميع وتخزين مياه الأمطار، وبمتابعة المسير، تمكن رؤية الجزء الطبيعي من الهضبة، وتحتوي المنطقة الغربية ناحية واحة النخيل على بقايا القصر، في حين يضم الجزء الأكبر من المنطقة الغربية بقايا بنايات عديدة تحتوي كل منها على غرفة واحدة، وتتصل بالجدار الدفاعي والذي يسير بمحاذاة حافة الهضبة.

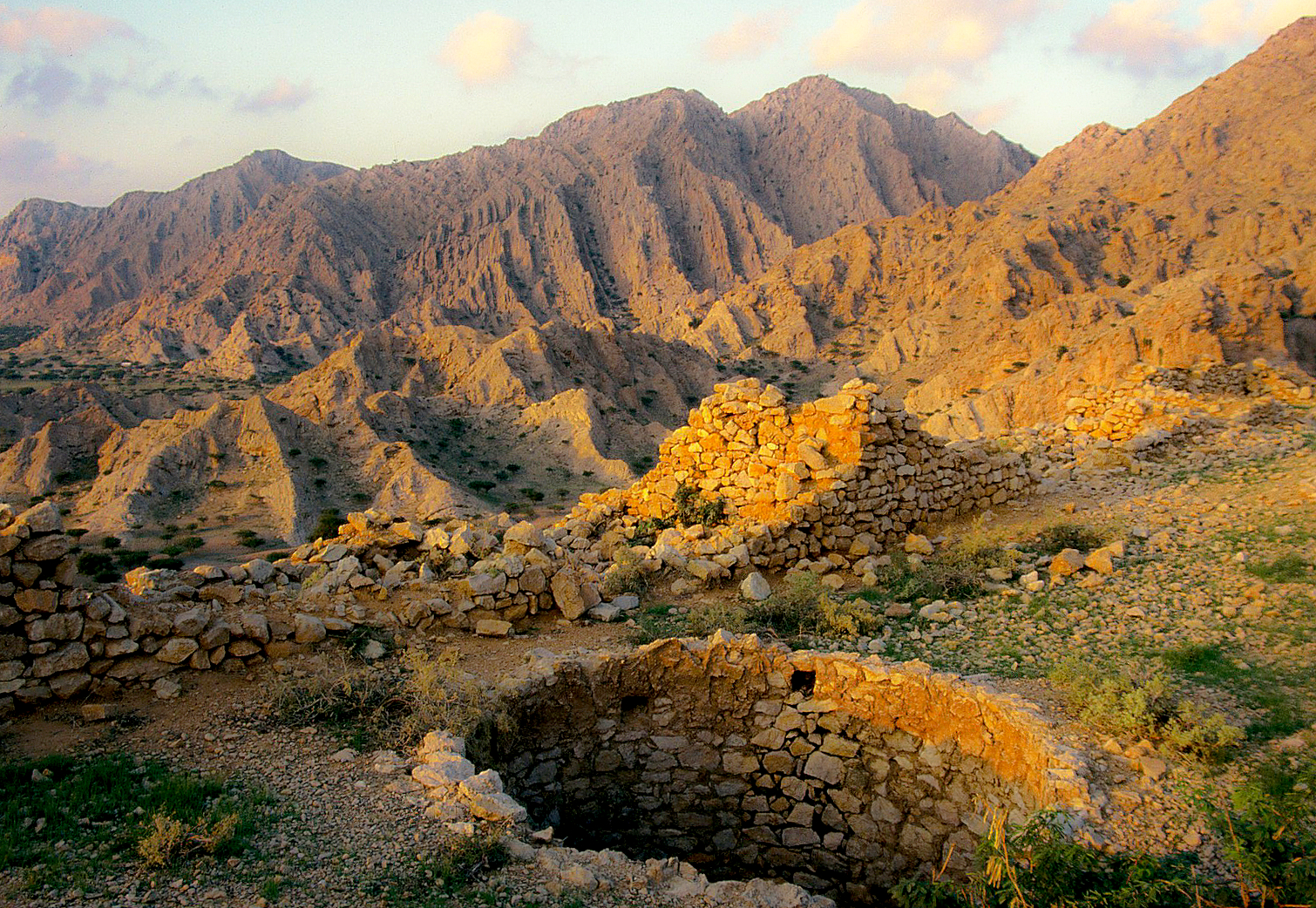

ولا شك أن مجرد الوقوف داخل بقايا القصر يُشعر زائريه بعبقرية هذا المكان، حيث يمتزج النسيم البارد مع الإطلالة الرائعة على واحة النخيل الواسعة في منطقة شمل. وعلى الرغم من أنه لم يتبق سوى أساسات هذا القصر إلا أن تلك الأساسات توفر لنا ما يكفي من معلومات عن طريقة السكن في العصور الوسطى السابقة. وقد تم بناء القصر على شكل بناية مستطيلة الشكل (15م × 35م) كما تم تدعيم زواياه بأبراج دائرية، ويقع المدخل الرئيسي له في مركز الجدار الجنوبي. يتكون التصميم الداخلي من صفين من الغرف بطول المبنى يفصل بينهما ممر. وأسلوب بناء القصر كان باستخدام الجدر والأرضيات الطينية. وتعد الغرفة الموجودة في الزاوية الجنوبية الغربية من القصر أكثر المناطق المحفوظة وقد تم إنشاؤها كخزان وتغطيتها بسقف مقوس مثير للإعجاب لا يزال قائمًا حتى اليوم.

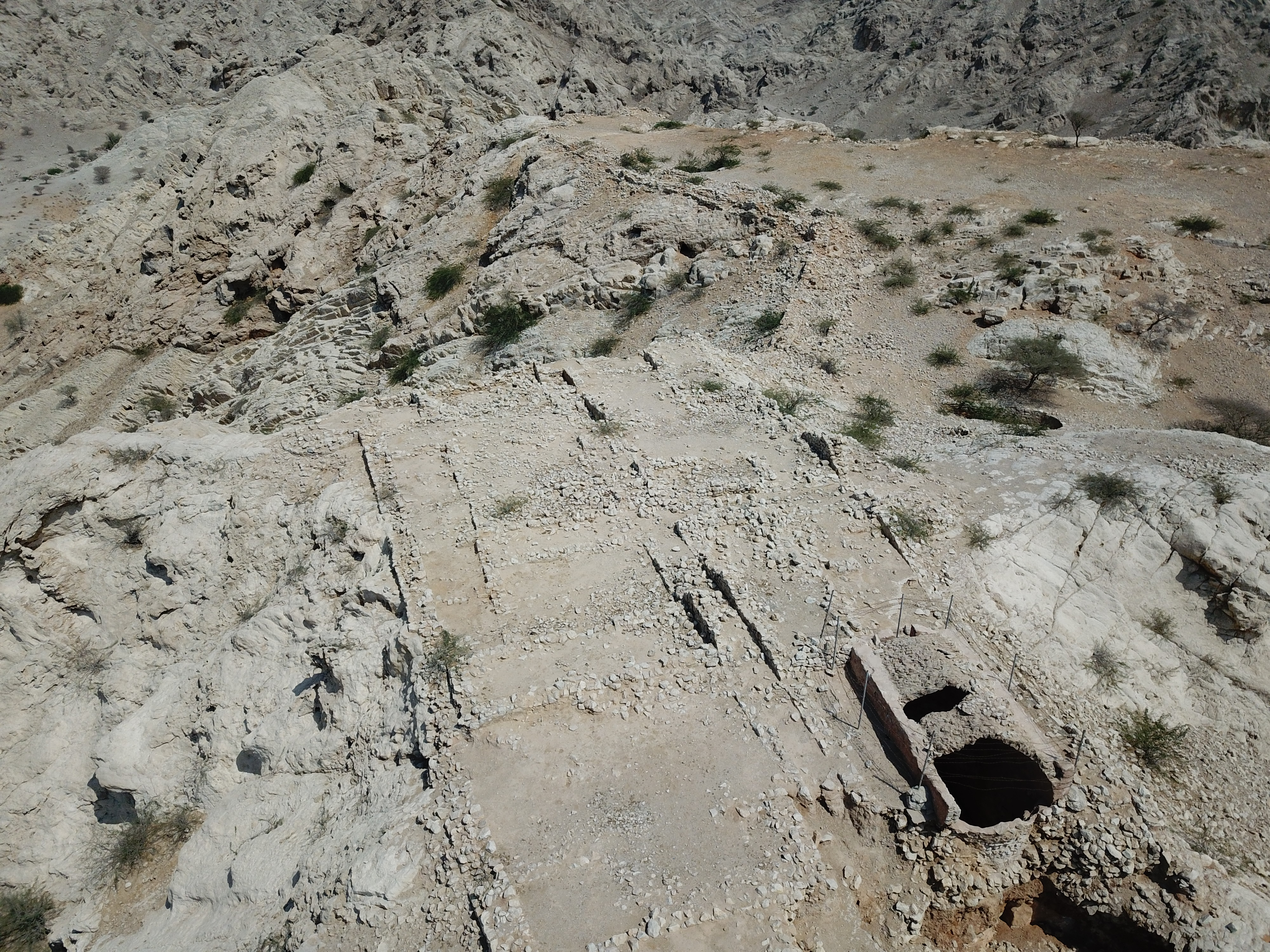
بقايا قصر الزباء

وبعد القرن السادس عشر، لم يعد المُجمع الذي يرجع تاريخ بنائه إلى العصور الوسطى يستخدم كقصر، وإنما استخدمت كامل الهضبة كملتجأ لساكني حدائق النخيل التابعة لمنطقة شمل في أوقات الخطر. ولهذا السبب، تمت إحاطة الجزء العلوي من التل بجدار حجري بشكل كامل، لضمان سلامة الأفراد وحيواناتهم في أوقات الهجمات والغارات الآتية من الصحراء.